# Schleppkahn
Der Schleppkahn, auch Schleppschiff oder Lastkahn genannt, entwickelte sich aus den frühen Treidelkähnen. Im Prinzip waren es flachbodige, ungedeckte Wasserfahrzeuge ohne Motor zum Transport von Lasten. Sie wurden jahrhundertelang auf allen Binnenwasserstraßen und Hafengewässern verwendet, um den Warentransport zwischen den Hafenstädten oder innerhalb eines Hafens vorzunehmen. Je nach Fahrtgebiet entwickelten sich spezifische Kahntypen, nach deren Abmessungen der weitere Ausbau der Strecke und besonders der Schleusen vorgenommen wurde.
Mit speziellen Schleppern konnten Schleppzüge gebildet werden, um den Transport über lange Strecken wirtschaftlicher zu gestalten. Um das zeitraubende Entkoppeln und anschließende Zusammenführen eines Schleppzugs an den Schleusen zu optimieren, legte man deutlich längere Schleppzugschleusen an. Teilweise erhielten diese Schleusen eine größere Innenbreite, um mehr Fahrzeuge in der Kammer unterzubringen. Dabei wurden die Schleppkähne leicht diagonal nebeneinander gelegt, damit der Schleppzug unverändert in der Reihenfolge blieb. Ab den 1950er Jahren wurden Schleppkähne jüngeren Datums zunehmend mit einem Motor versehen und zum Selbstfahrer umgebaut. Ab 1970 kam die Schleppschifffahrt in Westdeutschland zum Erliegen. Nur auf der Donau waren Schleppzüge noch weitere Jahre zu sehen.

## Entwicklung
In Mitteleuropa wurden ganz unterschiedliche, den jeweiligen Wasserstraßenbedingungen angepasste Kahntypen entwickelt. Diese wurden gesegelt oder durch Menschen oder Zugtiere getreidelt. Flussabwärts konnte gestiefelt werden, wobei der Kahn auf Grund seiner Masse mit der Zeit schneller als die Strömung wird. Um dabei steuerbar zu bleiben, ließ sich die Ruderfläche mit einem Seefang vergrößern.
Die Kähne konnten nur wenig Last befördern. Haupttransportgüter waren Erzeugnisse des Landesinneren wie Getreide, Kohle, Torf, Holz, Erze, Salz und Fertigprodukte sowie Importgüter, so genannte Kolonialwaren. Die offenen, durch Luken abdeckbaren Laderäume waren durch acht bis 11 wasserdichte Wände (Schotten) getrennt. Mit Einführung der Dampfschlepper im 19. Jahrhundert konnten die Kähne immer größer gebaut werden, auf dem Rhein bis zu 130 Meter lang und einer Nutzlast bis zu 2500 Tonnen. Es gab offene Kähne, solche mit Lukenabdeckung und Tankkähne.
Die Besatzung hatte Wohnungen auf den Kähnen. Achtern (hinten), im sogenannten Roof, wohnte der Schiffsführer mit seiner Familie. Er wurde auch Schiffer genannt und als selbständiger Eigentümer des Schleppkahns nannte er sich Partikulier. Vorne im Bugteil, im so genannten Vorunter, lebten die Matrosen. Das Leben an Bord war sehr einfach, es gab keinen Strom, geheizt wurde mit Kohleöfen. Die Ankerwinden wurden lange Zeit noch von Hand betätigt. Die Arbeit am Ruder war sehr hart. Die meisten Kähne hatten ein offenes Ruderhaus mit liegendem Haspel, das je nach Größe des Kahns mehrere Meter Durchmesser hatte. Je nach Wasserverhältnissen musste die gesamte Besatzung am Ruder stehen.
Mit der zunehmenden Motorisierung in der Binnenschifffahrt nahm die Anzahl der Schleppkähne ab den 1950er Jahren immer weiter ab. Einige wurden noch als Lagerschiffe oder als Leichter-Ersatz weiter genutzt. Längere Zeit konnten sie noch als Koppelverband neben einem Motorschiff beobachtet werden. Nicht alle regionalen Kahntypen waren für eine nachträgliche Ausrüstung mit Motor geeignet, wenn sie nicht schon zu alt waren. Häufig wurden Rheinkähne und RHK-Kähne ab Baujahr 1930 motorisiert. Auch der DEK-Kahn kam dafür in Frage und wurde beim Umbau noch auf 80 Meter verlängert. Die Kähne aus dem Weser-, Elbe- und Odergebiet waren weniger geeignet für einen solchen Umbau. Ab den 1980er Jahren hatten die ehemaligen Schleppkähne allmählich die Grenze ihrer Betriebsrentabilität erreicht und wurden verschrottet.

## Schleppmonopol
In Preußen trat mit Eröffnung der Rhein-Herne-Kanals das staatliche Schleppmonopol in Kraft, das allmählich auf die Kanäle des Westdeutschen Kanalnetzes ausgeweitet wurde. Damit durften die Schleppkähne nur durch die Schlepper des Reichsschleppbetriebs bzw. Bundesschleppbetriebs bewegt werden. Das Monopol wurde nach mehr als 50 Jahren mit Wirkung zum 31. Dezember 1967 aufgehoben.

## Auswahl von Schleppkähnen nach Fahrtgebiet
| Tabelle von Schleppkähnen   |        |        |           |               |
| Kahntyp                     | Länge  | Breite | Tiefgang  | Tragfähigkeit |
| Rhein-Herne-Kanal-Kahn      | 80,0   | 9,50   | 2,50      | 1.350 t       |
| Elbe-Maß-Kahn               | 75,0   | 10,6   | 1,6       | 1.000 t       |
| Dortmund-Ems-Kanal-Kahn     | 67,0   | 8,20   | 2,50      | 950           |
| Plauer-Maß-Kahn             | 65,0   | 8,00   | 2,00      | 650 t         |
| Groß-Plauer-Maß-Kahn        | 67,0   | 8,20   | 2,20      | 800 t         |
| Weser-Kahn                  | 60,5   | 8,80   | 1,90      | 650 t         |
| Kempenaar                   | 50,0   | 6,60   | 2,50      | 400 – 600 t   |
| Neuer Kempenaar             | 55,0   | 7,20   | 2,50      | 700 – 800 t   |
| Breslauer-Maß-Kahn (Oder)   | 55,0   | 8,00   | 2,00      | 620 t         |
| Saale-Maß-Kahn              | 51,0   | 6,00   | 1,75      | 380 t         |
| Groß-Saale-Maß-Kahn         | 52,0   | 6,35   | 2,00      | 450 t         |
| Mainschiff                  | 50,0   | 7,50   | 1,65      | 420 t         |
| Maasspits                   | 46,5   | 5,05   | 2,20      | 360 t         |
| Neckarschiff                | 45,0   | 7,00   | 1,65      | 360           |
| Unstrut-Maß                 | 46,0   | 5,50   | 1,10      | 180 t         |
| Berliner Maß-Kahn           | 46,00  | 6,60   | 1,75      | 350           |
| Finowmaß                    | 40,2 m | 4,60 m | 1,40      | 170 t         |
| Groß-Finow-Maß-Kahn         | 41,0 m | 5,10 m | 1,75 m    | 270 t         |
| Weser-Bock                  | 42,12  | 6,58   | 1,35      | 250           |
| Péniche (Flamländer), Spits | 38,5   | 5,05   | 2,30–2,50 | 360 – 400 t   |
| Saarschiff                  | 38,5   | 5,00   | 1,80      | 270 t         |
| Lahnschiff                  | 34,0   | 5,20   | 1,90      | 220           |
| Harener Pünte (Ems)         | 26,0   | 5,70   | 1,75      | 180           |

Quelle:

## Bildbeispiele

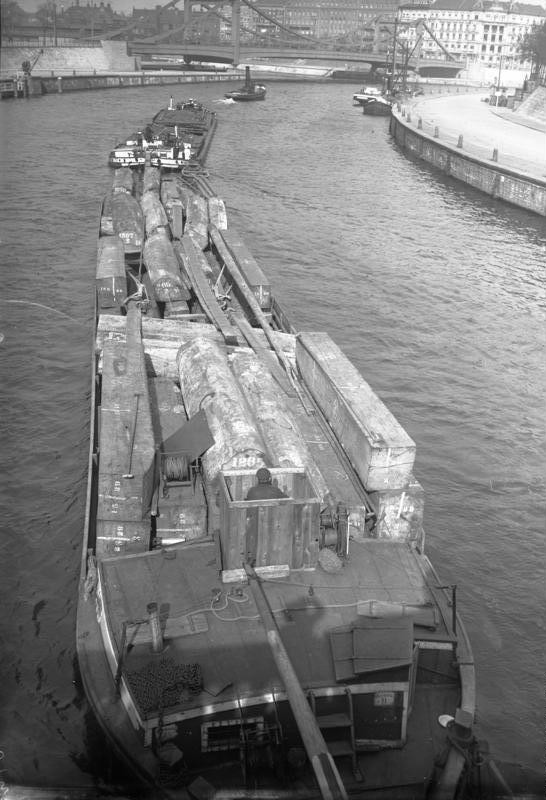
Ein Schleppzug auf der Spree 1928 – ein Schlepper zieht die angehängten Kähne
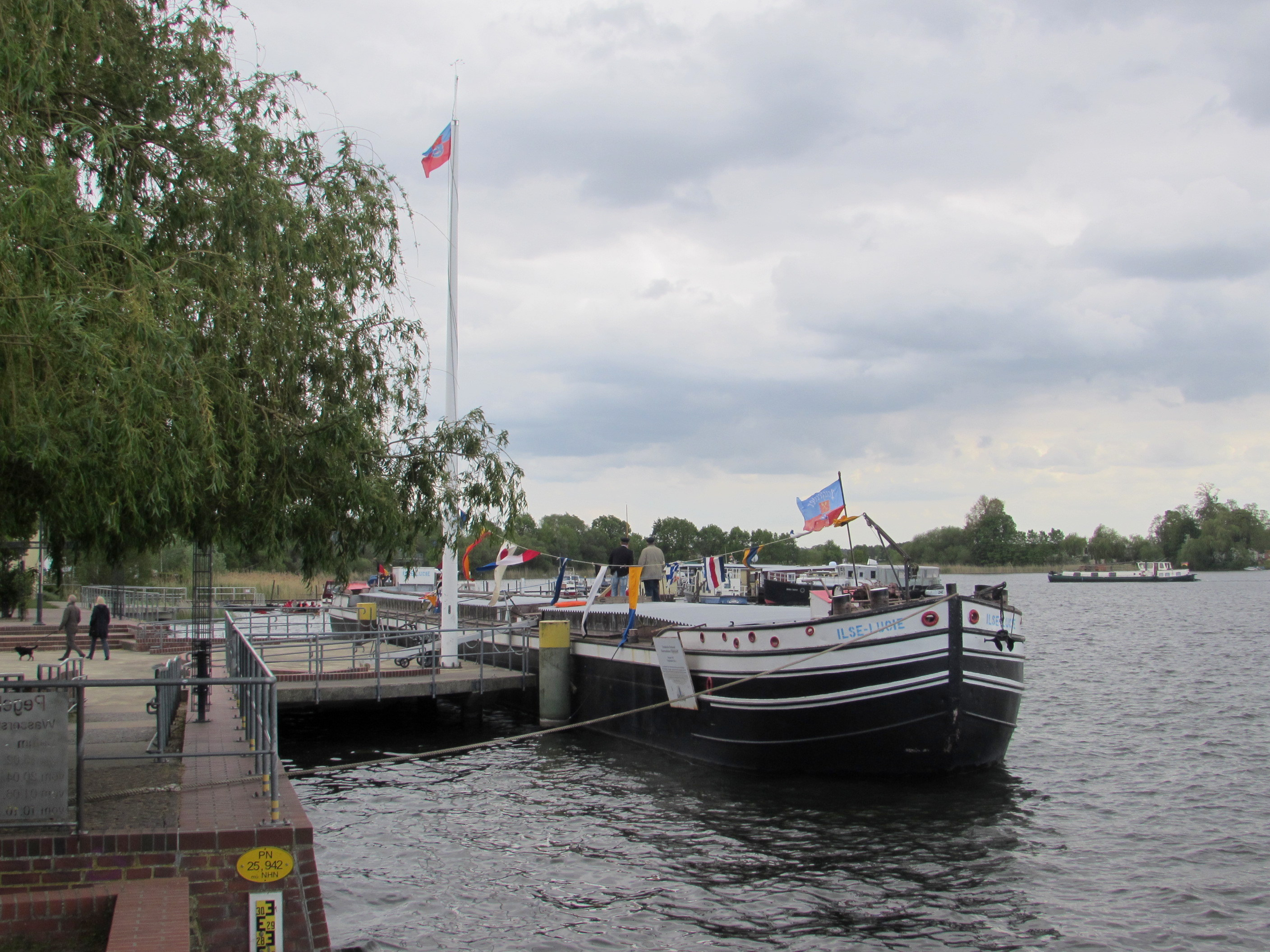
Der Schleppkahn Ilse-Lucie als Museumsschiff im Hafen Pritzerbes
Schleppkähne um 1932 – der Kahn in der Mitte hat eine liegende Haspel zur Steuerung
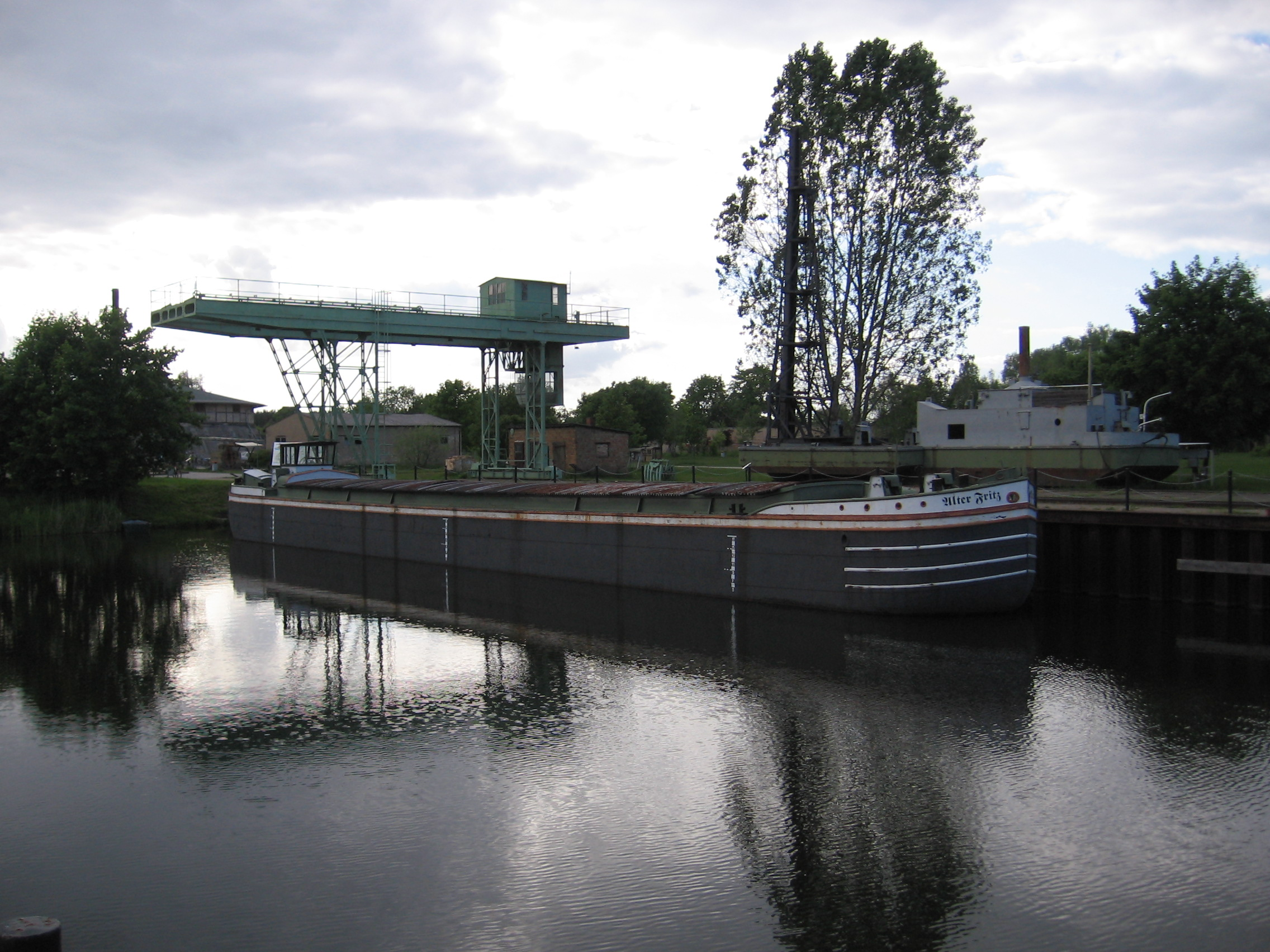
Lastkahn im Ziegeleihafen Mildenberg